# Matrice di tracciabilità
Una matrice di tracciabilità è un documento, solitamente in formato tabellare, che correla ogni coppia di requisiti che hanno una relazione molti a molti con altri requisiti, per rappresentarne tutte le relazioni nella loro completezza. È solitamente utilizzata tra requisiti di alto livello e requisiti di dettaglio del prodotto verso le corrispondenti parti del design di alto livello, design di dettaglio, piano di test e casi di test.
Una matrice di tracciabilità dei requisiti può essere utilizzata per verificare se i requisiti correnti di progetto sono stati raggiunti e per supportare la creazione di Request For Proposal (RFP), vari requisiti documentali e attività di pianificazione di progetto.
L'uso comune consiste nell'inserire l'identificatore di ogni documento nella prima colonna a sinistra della matrice. L'identificatore di un altro documento viene quindi inserito nella prima riga. Quando un elemento della colonna di sinistra è in relazione con un altro della prima riga, questo viene indicata nella cella di intersezione. Il numero della relazione per un item è dato dalla sommatoria dei marcatori per riga o per colonna. Un valore di zero indica che non esistono relazioni per quell'item. Valori molto grandi indicato che le relazioni sono troppo complesse e dovrebbero venire semplificate.
Per semplificare la creazione delle matrici di tracciabilità, è consigliabile aggiungere le relazioni in entrambe le direzioni alla documentazione. In questo modo, quando un elemento viene modificato sulla documentazione di basi, è semplice notare cos'altro deve essere modificato negli altri documenti.

## Esempio di matrice di tracciabilità
| Identificativi dei requisiti | Req testati | REQ1 UC 1.1 | REQ1 UC 1.2 | REQ1 UC 1.3 | REQ1 UC 2.1 | REQ1 UC 2.2 | REQ1 UC 2.3.1 | REQ1 UC 2.3.2 | REQ1 UC 2.3.3 | REQ1 UC 2.4 | REQ1 UC 3.1 | REQ1 UC 3.2 | REQ1 TECH 1.1 | REQ1 TECH 1.2 | REQ1 TECH 1.3 |
| ---------------------------- | ----------- | ----------- | ----------- | ----------- | ----------- | ----------- | ------------- | ------------- | ------------- | ----------- | ----------- | ----------- | ------------- | ------------- | ------------- |
| Casi di test                 | 321         | 3           | 2           | 3           | 1           | 1           | 1             | 1             | 1             | 1           | 2           | 3           | 1             | 1             | 1             |
| Testati implicitamente       | 77          |             |             |             |             |             |               |               |               |             |             |             |               |               |               |
| 1.1.1                        | 1           | x           |             |             |             |             |               |               |               |             |             |             |               |               |               |
| 1.1.2                        | 2           |             | x           | x           |             |             |               |               |               |             |             |             |               |               |               |
| 1.1.3                        | 2           | x           |             |             |             |             |               |               |               |             |             |             | x             |               |               |
| 1.1.4                        | 1           |             |             | x           |             |             |               |               |               |             |             |             |               |               |               |
| 1.1.5                        | 2           | x           |             |             |             |             |               |               |               |             |             |             |               | x             |               |
| 1.1.6                        | 1           |             | x           |             |             |             |               |               |               |             |             |             |               |               |               |
| 1.1.7                        | 1           |             |             | x           |             |             |               |               |               |             |             |             |               |               |               |
| 1.2.1                        | 2           |             |             |             | x           |             | x             |               |               |             |             |             |               |               |               |
| 1.2.2                        | 2           |             |             |             |             | x           |               | x             |               |             |             |             |               |               |               |
| 1.2.3                        | 2           |             |             |             |             |             |               |               | x             | x           |             |             |               |               |               |
| 1.3.1                        | 1           |             |             |             |             |             |               |               |               |             | x           |             |               |               |               |
| 1.3.2                        | 1           |             |             |             |             |             |               |               |               |             | x           |             |               |               |               |
| 1.3.3                        | 1           |             |             |             |             |             |               |               |               |             |             | x           |               |               |               |
| 1.3.4                        | 1           |             |             |             |             |             |               |               |               |             |             | x           |               |               |               |
| 1.3.5                        | 1           |             |             |             |             |             |               |               |               |             |             | x           |               |               |               |
| ecc…                         |             |             |             |             |             |             |               |               |               |             |             |             |               |               |               |
| 5.6.2                        | 1           |             |             |             |             |             |               |               |               |             |             |             |               |               | x             |